# Kępa (Kochów)
Kępa – część wsi Kochów w Polsce położona w województwie mazowieckim, w powiecie garwolińskim, w gminie Maciejowice.
Administracyjnie stanowi sołectwo o nazwie Kochów Kępa.
W latach 1975–1998 miejscowość administracyjnie należała do województwa siedleckiego.